# Pavel Kadeřábek
Pavel Kadeřábek (nascut el 25 d'abril de 1992) és un futbolista professional txec que juga pel 1899 Hoffenheim i la República Txeca. Prèviament havia jugat per la seva selecció en categories inferiors i formà part de l'equip que va disputar el Campionat d'Europa sub-19 de 2011, en què va jugar els cinc partits disputats per la seva selecció.

## Carrera de club
L'agost de 2010 Kadeřábek va debutar amb l'Sparta de Praga en un partit de play-off de la fase de classificació per la Lliga de Campions 2010–11, quan va entrar com a substitut al minut 61 en el partit contra l'MŠK Žilina.
L'agost de 2011, quan només havia jugat a la segona divisó txeca amb l'equip filial de l'Sparta, Kadeřábek fou cedit al Viktoria Žižkov de la Lliga txeca de futbol.
El 17 de juny de 2015 va fitxar pel 1899 Hoffenheim amb un contracte per quatre anys.